# Double acting ship

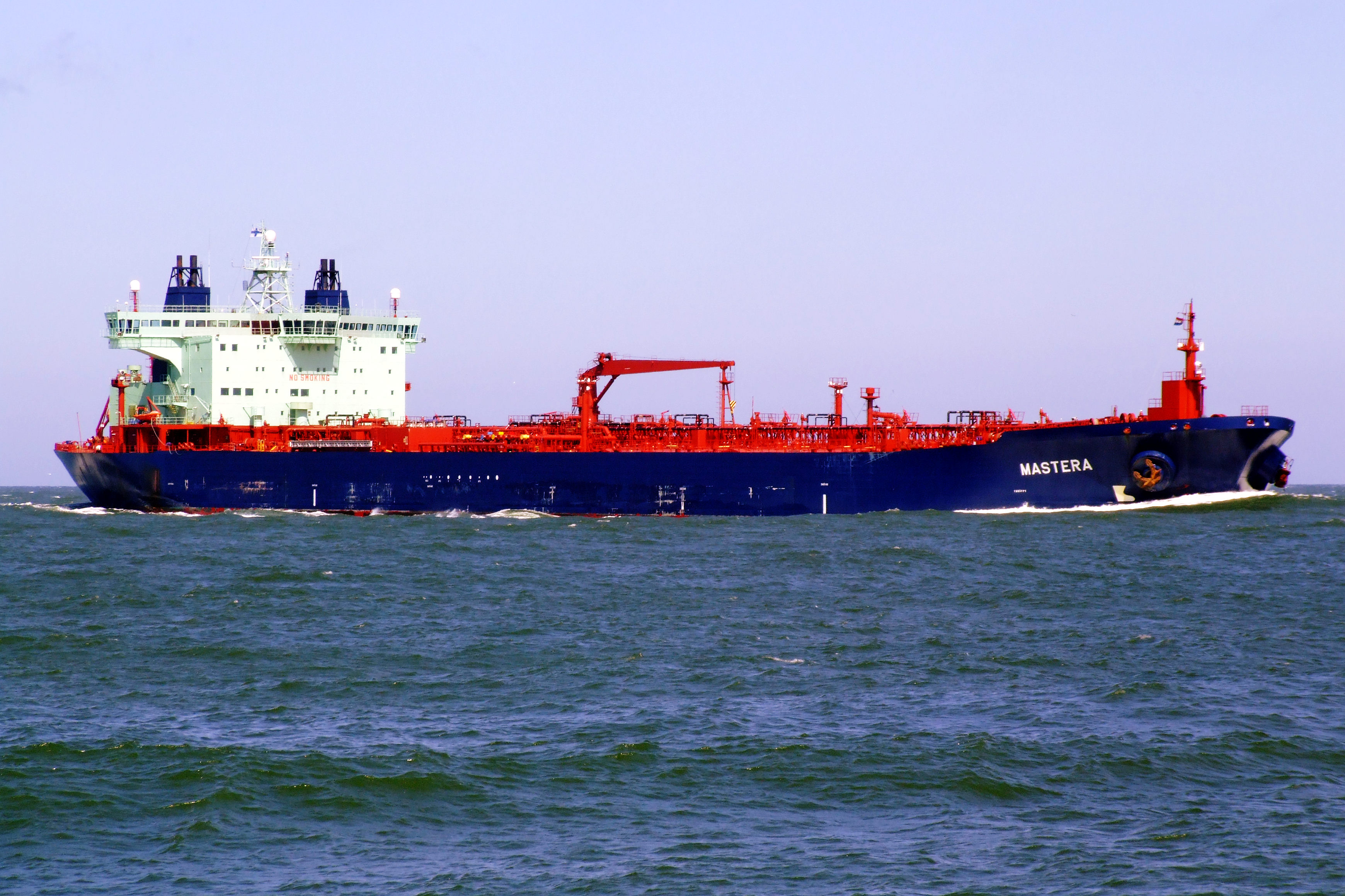
MT Mastera – een van de eerste "double acting tankers" (2003) – nabij de haven van Rotterdam.

Double acting ship (DAS) is in het Nederlands letterlijk vertaald een "dubbel werkend schip". Het is een soort ijsbreker die ontworpen is om voorwaarts door dun ijs, maar achteruit door dikker ijs te varen. Deze schepen kunnen stevige ijssituaties doorstaan zonder de hulp van ijsbrekers, maar hebben wel een betere werking in open water dan de traditionele ijsbrekers.
Een DAS die vloeibare cargo vervoert, wordt meestal een "double acting tanker" (DAT) genoemd. In 1990 werd het concept voor het vervoeren van olie tussen het Russische noordpoolgebied en Europa ontworpen, en zo ontstond de eerste double acting tanker. Het Masa-Yards Arctic Research Centre (MARC) nam een patent op het "double acting ship design" en vandaag de dag is de afkorting "DAS" geregistreerd als een handelsmerk voor Aker Arctic Technology, een opvolger van MARC.

## Ontwikkeling
Door de beperktheid van traditionele propulsiesystemen, werd het concept niet serieus genomen tot de ontwikkeling van de Azipod. Dit is een propulsiesysteem die de voordelen van een dieselelektrische aandrijving combineert met de wendbaarheid van azimuth schroeven. De Azipod is een handelsmerk van de ABB Groep. 
Het overwicht van deze Azipod in ijsbrekers, vooral wanneer men achteruit vaart, is bewezen toen de eerste geïnstalleerd werd op de 'Seili', een Fins vaargeul-onderhoudsschip. Na de installatie ervan kon zij achterwaarts varen in ijs dat 0,6m dik was. Het schip kon ook  gemakkelijk bestuurd worden wanneer het achterwaarts voer. 
Modeltesten, uitgevoerd door MARC in 1994, bewezen dat een schip uitgerust met een azipod gemakkelijk door ijsruggen kon breken met een vloeiende beweging, in plaats van erdoor te rammen zoals gewone ijsbrekers.